# Cenade
Cenade – wieś w Rumunii, w okręgu Alba, w gminie Cenade. W 2011 roku liczyła 933 mieszkańców.